# Thabena hainanensis
Thabena hainanensis är en insektsart som först beskrevs av Ran och Liang 2006.  Thabena hainanensis ingår i släktet Thabena och familjen sköldstritar. Inga underarter finns listade i Catalogue of Life.